# Tytroca metaxantha
Tytroca metaxantha är en fjärilsart som beskrevs av George Francis Hampson 1902. Tytroca metaxantha ingår i släktet Tytroca och familjen nattflyn. Inga underarter finns listade i Catalogue of Life.